# The A–Z of Queen, Volume 1
The A-Z of Queen, Volume 1 — збірка англійського рок-гурту «Queen», що вийшов 2007 року.
Альбом являє собою 2-дисковий набір, доступний тільки в мережах Walmart і Amazon.com, він складається з аудіо-CD і відео-DVD з кліпами і живими виступами. Деякі з відеовиступів показують Пола Роджерса, що грає з Браяном Меєм і Роджером Тейлором у проєкті «Queen + Пол Роджерс» у 2005 році. На сьогодні жодних додаткових томів не випускали.

## CD трек-лист
1. «A Kind of Magic» (Роджер Тейлор) — 4:24
2. «Another One Bites the Dust» (Джон Дікон) — 3:34
3. «Bohemian Rhapsody» (Фредді Мерк'юрі) — 5:53
4. «Bicycle Race» (Фредді Мерк'юрі) — 3:01
5. «I Want It All» (синглова версія) (Браян Мей) — 4:00
6. «Crazy Little Thing Called Love» (Фредді Мерк'юрі) — 2:42
7. «Don't Stop Me Now» (Фредді Мерк'юрі) — 3:29
8. «Fat Bottomed Girls» (синглова версія) (Браян Мей) — 3:25
9. «Flash» (синглова версія) (Браян Мей) — 2:49
10. «Innuendo» (Queen) — 6:31
11. «Good Old-Fashioned Lover Boy» (Фредді Мерк'юрі) — 2:53

## DVD трек-лист
1. «A Kind of Magic» (з Greatest Video Hits 2)
2. «Another One Bites the Dust» (з Queen on Fire — Live at the Bowl)
3. «Bohemian Rhapsody» (з Greatest Video Hits 1)
4. «I Want It All» (з Return of the Champions)
5. «Crazy Little Thing Called Love» (з Queen at Wembley)
6. «Don't Stop Me Now» (з Greatest Video Hits 1)
7. «Fat Bottomed Girls» (з Return of the Champions)
8. «Innuendo» (оригінальне промо-відео з альбому Innuendo)
9. «Wembley Stadium Concert Interview» (з Queen at Wembley)